# Antipater II Étésias
Pour les articles homonymes, voir Antipater.
Antipater (en grec ancien Ἀντίπατρος / Antipatros), ou Antipater II Étesias, est un éphémère roi de Macédoine mort en 277 av. J.-C. Il est le fils de Philippe, le troisième fils d'Antipater, et donc le neveu de Cassandre.

## Règne
À la mort de Ptolémée Kéraunos lors de l'invasion galate en 279 av. J.-C., le frère de ce dernier, Méléagre, règne pendant deux mois avant d'être remplacé pour 45 jours par Antipater II, lequel est déposé par Sosthène, stratège des Macédoniens, qui le juge inapte. La brièveté de son règne lui vaut son surnom, « Étesias » en référence à ces vents périodiques. Il est finalement éliminé par Antigone II Gonatas en 277.